# 0,1 % – Das Imperium der Milliardäre
0,1 % – Das Imperium der Milliardäre ist ein 2012 im Westend-Verlag erschienenes Sachbuch des emeritierten Münsteraner Soziologen Hans Jürgen Krysmanski aus dem Bereich des Power Structure Research und der Reichtumsforschung. Dieser analysiert darin die wirtschaftliche, soziale und politische Rolle der modernen globalisierten Finanz- und Geldeliten, die zunehmend Macht über die Funktionseliten gewinnen und damit auch die politischen Herrschaftsstrukturen beeinflussen. Krysmanski zufolge findet im „Transkapitalismus“ eine Refeudalisierung im Sinne eines Geldadels statt, der sich über das Erbrecht und Steuerrecht perpetuiere. Die ungleiche Vermögensverteilung beruhe auf einer systematischen Umverteilung von unten nach oben und berge daher sozialen Sprengstoff. Die repräsentative Demokratie entwickele sich bei einer immer weiter schwindenden Mittelschicht von einer Meritokratie hin zu einer oligarchischen Plutokratie oder gar Kleptokratie. Für die Zukunft rechnet er mit einem globalen „Szenario nackter Überlebenskämpfe“. Krysmanski bemängelt, dass Reichtumsforschung in Deutschland tabuisiert und marginalisiert werde. Die deutsche Soziologie bestehe immer noch wie im Kaiserreich darin, dass die Mittelschicht die Unterschicht kritisch beobachte, um damit die Macht der Oberschicht abzusichern, oder, wie bei der Frankfurter Schule, in sublimierten Betrachtungen, die über die „harten“ konkreten Verhältnisse hinwegsähen. Krysmanski, der selbst in der Tradition marxistischer Dialektik stand, bezog sich in dem Buch auf die Soziologie US-amerikanischer Prägung und stützt sich besonders auf Theorien Thorstein Veblens in The Theory of the Leisure Class zum demonstrativem Konsum, Charles Wright Mills’ Theorie der Machteliten in The Power Elite von 1956 und auf die soziologische Methodik in The Sociological Imagination von 1959. 2015 erschien eine erweiterte und überarbeitete Neuausgabe.

## Inhalt
Die Angabe von 0,1 % der Weltbevölkerung im Titel ist nach Meinung des Autors eine Vergröberung, 0,001 sei eine präzisere Berechnung der Superreichen, deren Einkommen bei 500 Millionen Dollar verfügbarem Einkommen beginne, auch wenn nach anderen Definitionen auch schon Menschen mit 30 Millionen Dollar verfügbarem Einkommen als superreich eingeschätzt würden. Etwa 10 Millionen Menschen weltweit hätten eine Million Dollar oder mehr. Unter diesen 10 Millionen gebe es zwei bis dreitausend Milliardäre, die man sich aber nicht als Einzelpersönlichkeiten, sondern eher als Familienclans vorstellen müsse, die um sich herum einen Kranz von etwa 100 Helfern und Unterstützern von Nannies über Jachtkapitänen bis zu Anwälten bildeten, in Deutschland also etwa 50 000 Menschen um die 500 Superreichen. Reichtum dieser Größenordnung kann nach Auffassung Krysmanskis nicht mehr rechtlich eingebunden werden.
Die global nomadisierenden Superreichen in richistan (Robert Frank) sind nach Meinung des Autors trotz ihrer Zurückgezogenheit an nichts anderem interessiert als an der Erhaltung des Systems, das von den Funktionseliten zum beiderseitigen Vorteil organisiert werde. Auch Ausgaben im Bereich der Stiftungen zum Zweck der Wohltätigkeit dienten lediglich der Machterhaltung durch Vernebelung der Interessen und durch Einbindung von Politikern und Intellektuellen, in geringerem Maße auch der Beschwichtigung eines schlechten Gewissens von Emporkömmlingen, die bei ihrem Aufstieg humanitäre Belange in der Regel eher geringgeschätzt hätten.
In den Krisen der Vergangenheit wurde Reichtum nur individuell, innerhalb nationaler Grenzen und der Schranken des Adels geschützt. Erst 1989 entsteht nach Auffassung Krysmanskis die „Planetarierung“ des Reichtums als einheitlichem globalen Phänomen jenseits personaler oder nationaler Bindungen. Das heutige exponentiell wachsende Kapital kann alle legalen Schlupflöcher des internationalen Steuerrechts ausnutzen.
In der Deckelungsdiskussion vertritt der Autor die Meinung, dass Superreiche niemals eine Obergrenze akzeptieren werden, da ihre Vorstellungen mit den Möglichkeiten wachsen.
Die Finanzelite halte die Welt für überbevölkert und befürworte anscheinend Entvölkerungsstrategien, auch wenn dies momentan wie im Lugano Report Susan Georges noch als satirische Dystopie erscheine.
In Thinktanks würde die komplexe Strategie der Machterhaltung systematisch entwickelt. Außerdem erzeuge die Elite zu ihrem Erhalt auch eine neue Ideologie, die zum Beispiel in der Filmindustrie verbreitet werde.
Anders als Jean Ziegler sieht er die Chance einer Überwindung der Plutokratie in einer Überwindung des Informationsvorsprungs der Eliten durch Transparenz, etwa durch Enthüllungen der Planungen der Elite durch WikiLeaks.
Auch Obama als figurehead ist für Krysmaski ein Produkt der Planung der Finanzeliten entsprechend der Bevölkerungsentwicklung.
Krysmanski folgt in seiner Analyse einem an Marx orientierten Modell der Gesellschaftstheorie, wobei er den empirischen Gehalt seiner Forschungen betont. Dabei sei jedoch Marx wie jeder Forscher in den Grenzen des Denkens seiner Zeit befangen geblieben.

## Rezeption
Die Süddeutsche Zeitung stellte fest, dass es „eine vor allem in Krisenzeiten berechtigte, kritische Auseinandersetzung mit dem vielfach fragwürdigen Gebaren einer Elite [ist], die sich selbst nur noch über sehr viel Geld definiert“.
Für die Frankfurter Rundschau ist das Buch „ein fundierter Blick in die Welt des Reichtums“.
Deutschlandradio Kultur stimmte dem Autor in seiner Analyse zu: „Für Krysmanski existiert ‚Richistan‘, das Reich der Superreichen, folglich außerhalb staatlicher und demokratischer Kontrolle. Er diagnostiziert globale ‚Plutokratie‘ und die ‚Refeudalisierung‘ der Gesellschaft. ‚Die Geld-Kanäle selbst werden nach den Plänen der Superreichen gebaut‘.“
Wolfgang Storz bezeichnete es in der Schweizer Wochenzeitung als „verdienstvoll“, dass Krysmanski „dieses Buch überhaupt geschrieben“ habe, durch das der Leser „einen Überblick über alle möglichen Facetten“ des Themas bekomme, sah aber die Gefahr, dass man sich bei der Lektüre  „zwischen der Davos-Klasse, der Nomadisierung, der Definition von Eliten, zwischen persönlichen Erlebnissen und wissenschaftlichen Analysen, anregenden Behauptungen, Thesen und Fakten, dem Empire und der Biopolitik“ verlieren könne.
Daniela Rom befand im Der Standard: „Der Autor spart sich dankenswerterweise zum Großteil die platte „Eat the Rich“-Attitüde. Die Sammlung an Zeitungsartikeln, Forschungsarbeiten, Grafiken und auch populärkulturellen Hinweisen zeichnet ein recht deutliches Bild davon, wem die Welt gehört und was das bedeutet.“

## Ausgaben
- 0,1 % – Das Imperium der Milliardäre. Westend Verlag, Frankfurt am Main 2012, ISBN 978-3-86489-023-9
  - komplett überarbeitete Neuausgabe (Taschenbuch): Westend Verlag, Frankfurt am Main 2015, ISBN 978-3-86489-090-1